# Skladateljska hišica Gustava Mahlerja (Majrobnik)
Skladateljska hišica Gustava Mahlerja (nemško Gustav Mahler-Komponierhäuschen [komponírhójshen]) v Majrobniku (nemško Maiernigg) ob Vrbskem jezeru je manjše poslopje, ki ga je dal zgraditi avstrijski skladatelj in dirigent Gustav Mahler (1860–1911) leta 1901 kot svoj prostor za skladanje. Sem je zahajal med leti 1900 in 1907 v času letnih dopustov, da bi se po tem, ko je tekom leta v glavnem dirigiral, tu v miru in tišini posvečal pisanju svojih lastnih skladb. V teh letih je bil zaposlen kot generalni direktor Dunajske dvorne opere (oktober 1897 – november 1907).
Hišica se nahaja v gozdu na vzpetini, približno 15 minut peš od obale jezera. Danes je preurejena v muzej, ki je odprt od 1. maja do 31. oktobra od četrtka do nedelje med 10–13 h.
To je ena izmed treh Mahlerjevih skladateljskih hišic – druga po vrsti. Prvo si je dal zgraditi v Steinbachu am Attersee v Zgornji Avstriji, tretjo pa v Toblachu na Južnem Tirolskem, danes Italija, v času Avstro-Ogrske pa del dežele Tirolske.

## Zbirka
V sobi si lahko obiskovalci ogledajo fotografije, originalne notne zapise, razglednice, pisma in skladateljev mrliški list. V muzeju je razstavljen še bronast doprsni kip, na ogled pa je tudi manjše število knjig.
Obiskovalci lahko prisluhnejo Mahlerjevi glasbi tako notri kot tudi zunaj stavbe s pomočjo zunanjih zvočnikov. Po prenovi leta 2016 muzej omogoča tudi postavitev umetniških instalacij zunaj stavbe.
|                                   |  |
| Notranjost pred prenovo leta 2016 |  |

## Zgodovina
Mahler je prišel v Majrobnik leta 1900 in tu zadolžil arhitekta Friedricha Theuerja, da mu je leta 1901 zgradil vilo na obali (danes Villa Siegel, Majrobnik št. 23, tedaj št. 31) in pa skladateljsko hišico, nekoliko odmaknjeno v gozd. Sam je hišico imenoval Delovna soba na bregu. V času gradnje je stanoval v Vili Antonii.
Tu je zaključil Simfonijo št. 4, v celoti napisal Simfonije št. 5, 6 in 7, ter napisal celoten osnutek in delno zaključil Simfonijo št. 8. Po smrti najstarejše hčere Marie Anne 12. julija 1907 se je umaknil v Schluderbach na Tirolskem, kjer je preživel preostanek dopusta. V Majrobnik se ni več vračal in tako je naslednje leto hišico prodal.
Objekt je bil razglašen za kulturno dediščino leta 1981. Leta 1985 ga je obnovila Družba Gustava Mahlerja iz Celovca. Uradna otvoritev muzeja je bila 7. julija 1986. Omenjena družba danes več ne obstaja, zato za muzej skrbi mesto Celovec. Leta 2016 so muzej prenovili.